# The Wash
A Wash az Északi-tenger egyik öble Anglia keleti partvidékén, Norfolk és Lincolnshire megye találkozásánál.

## Földrajza

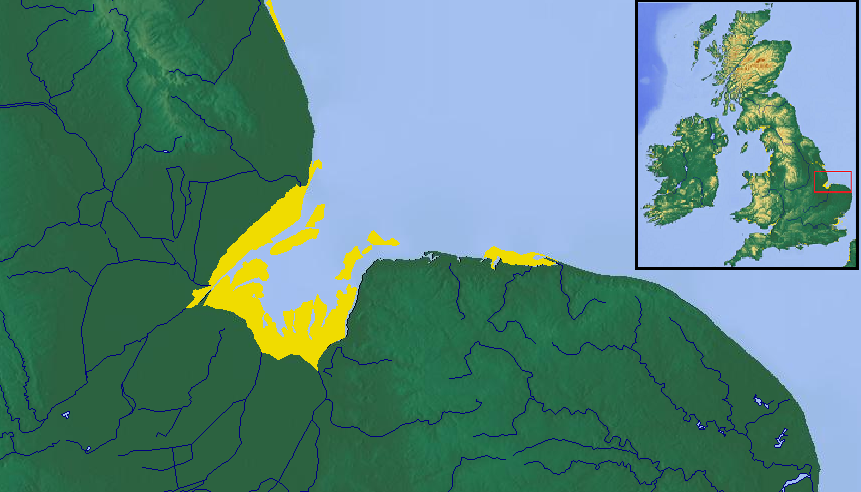

A Wash a kelet-angliai partvonal egy többé-kevésbé négyszögletes beöblösödése, amelynek mindegyik oldala kb. 25 km hosszú. Az öböl délkeleti partja teljes egészében Norfolkhoz tartozik, és Hunstantontól kissé északra kezdődik és a Great Ouse folyó torkolatáig tart, ahol King's Lynn is fekszik. A délnyugati oldal a Great Ouse-tól a Welland folyó torkolatáig tart (közben található a Nene folyó is) és egynegyed részben Norfolk, háromnegyedben pedig Lincolnshire része. Az északnyugati part a Wellandtól egészen a Skegnesstől délre található Gibraltar Point-ig fut.
Az öböl környéki vidék alacsony fekvésű síkság, valamikor itt húzódott a három grófságra (Lincolnshire, Cambridgeshire és Norfolk) kiterjedő lápvidék, a The Fens, aminek nagy részét mára lecsapolták és szántófölddé alakították. A folyók hordaléka és a partfeltöltés miatt az öböl partvonala jelentősen megváltozott, egyes városok (elsősorban King's Lynn), amelyek valamikor közvetlenül a tengerparton feküdtek, mára a szárazföld belsejébe kerültek.
A Wash a legtöbb helyen nagyon sekély, a partok mentén több nagy homokpad is ismert (Breast Sand, Bulldog Sand, Roger Sand, Old South Sand), amelyek apálykor felszínre kerülnek. Emiatt a hajóközlekedés nem egyszerű. A nyílt tengertől a déli partig vezető biztonságosan hajózható Lynn Channel bejáratát világítóhajó mutatja.
A víz hőmérséklete rendkívül változékony. Az Északi-tenger áramlatai télen a fagyponthoz közelítik az öböl vizének hőmérsékletét, míg nyáron a sekély víz a napsütésben 20 °C fölé is melegszik.
Az utolsó eljegesedés végén, amikor Angliáról már visszahúzódott a jégtakaró, de a tengerszint még alacsony volt, a Washt tápláló folyók egy nagy folyóba egyesültek, amely a mai öböl árkában haladt. Ezt a völgyet nem a folyó vájta, hanem a jégkorszak gleccserei.

## Élővilág

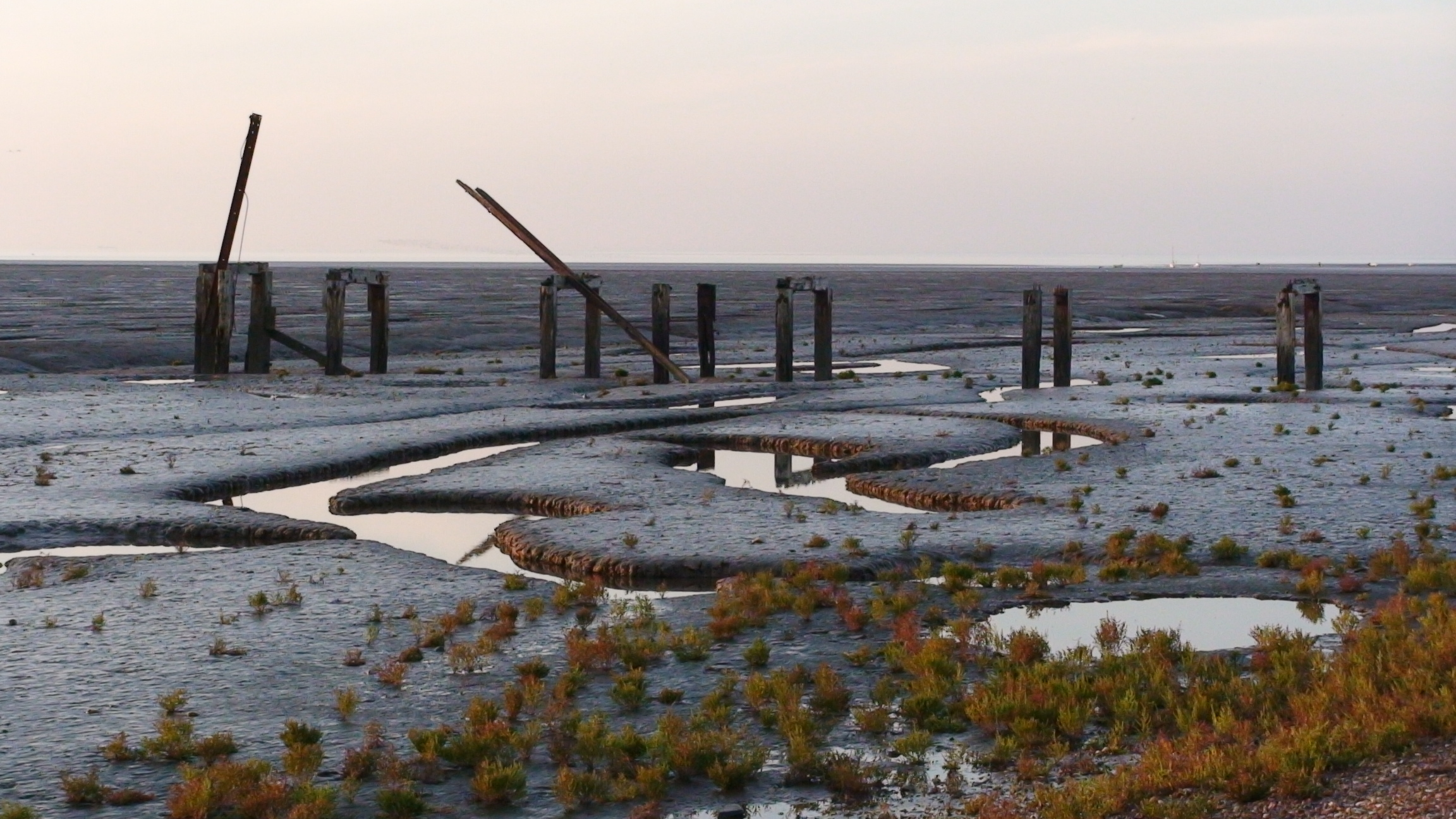
A snettishami madárvédelmi terület

A Wash az Európai Unió madárvédelmi irányelvének megfelelően kialakított különleges védett terület (Special Protection Area, SPA). A sós mocsarak, apálykor előbukkanó nagy kiterjedésű homokpadok nagyszámú madarat vonzanak, elsősorban gázlómadarakat. Freistonnál szándékosan áttörték a partvédelmi falat, hogy megnöveljék a sós mocsarak területét. A széles természetvédelmi terület pufferzónaként is viselkedik, amely zátonyaival, növényzetével megvédi a szárazföld belsejét a viharok által felduzzasztott tengervíz áradásával szemben. King's Lynntől északra terül el a snettishami madárvédelmi terület, az öböl partvidékéhez pedig délkeletről az Észak-norfolki tengerpart SPA, északnyugatról pedig a Gibraltar Point SPA csatlakozik.
A homokpadokon nagy számban tenyésznek a kagylók és a rákok, amelyek a csigaforgatók táplálékát képezik. Állandó fészkelő a küszvágó csér és a barna rétihéja. Az északról érkező vadrécék, vadludak és gázlómadarak nagy tömegekben telelnek itt át; az öbölben mindig legalább 400 ezerre található és az évszak során mintegy kétmillió madár használja a Wash vizét és partját vándorlása idején. A vándormadarak között megtalálható a rövidcsőrű lúd, örvös lúd, bütykös ásólúd, nyílfarkú réce, csigaforgató, parti lile, ezüstlile, aranylile, bíbic, sarki partfutó, fenyérfutó, havasi partfutó, nagy goda, kis goda, nagy póling, piroslábú cankó és kőforgató.

## Története

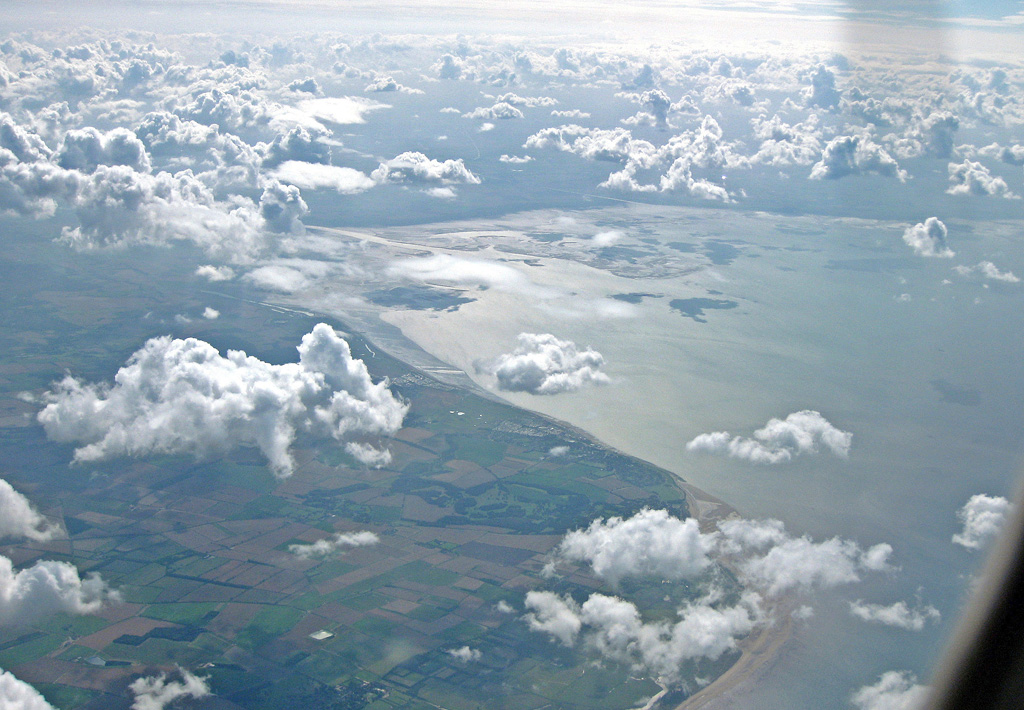
A Wash a levegőből

Már a római időkben töltéseket emeltek a tengerpart mentén, hogy a szántóföldeket megvédjék a tengeráraktól. A római kivonulás után azonban ezeket már nem tartották karban.
865 és 1066 között a dán vikingek hajóztak át rendszeresen az öblön, hogy Kelet- és Közép-Angliát fosztogassák, többek között a Cambridge elleni 875-ös támadás idején is. A normann hódítás idején a helybeliek szívósan ellenálltak Hódító Vilmos katonáinak.
1216-ban Földnélküli János király röviddel halála előtt King's Lynnből (akkori nevén Bishop's Lynn) Lincolnshire-be tartott és amíg ő maga kerülővel a szárazföldi úton ment, málhás szekereit a rövidebb, tengerparti úton küldte előre. A szekerek egy folyó (feltehetően a Nene) gázlójában belesüppedtek az iszapba és az érkező dagály elmosta őket. Állítólag a koronázási ékszerek is odavesztek.   
A Wash környéki lápvidéket a 12. században kezdték el lecsapolni és feltölteni a kolostorok szerzetesei. A munka igazán a 16. század közepén kezdődött el holland mérnökök segítségével és egészen az 1970-es évekig folytatódott. Ma az öböl mindhárom oldalán mesterséges partvédelmi töltésekkel van körülvéve. Az 1970-es években két nagy kör alakú töltés épült, egy nagyobb terv kezdeteként, amelynek célja az volt, hogy az egész öblöt édesvizű tározóvá alakítják. A terv félbemaradt, mert a töltéseket sós mocsarakból származó földből építették, amelyből kioldódott a só a tárolt édesvízbe.

## Fordítás
Ez a szócikk részben vagy egészben  a   The Wash című angol Wikipédia-szócikk ezen változatának fordításán alapul.  Az eredeti cikk szerkesztőit annak laptörténete sorolja fel. Ez a jelzés csupán a megfogalmazás eredetét és a szerzői jogokat jelzi, nem szolgál a cikkben szereplő információk forrásmegjelöléseként.